# Liebermann Lucy
Liebermann Lucy, született Liebermann Lukrécia (Budapest, 1899. május 22. – Budapest, 1967. március 2.) klinikai pszichológus, mozgásművész, főiskolai tanár.

## Élete
Liebermann Ágost Győző (1868–1941) szállító, vállalkozó és Kluger Mina (1870–?) lánya. Tanulmányait a budapesti Gyógypedagógiai Tanárképző Főiskolán végezte, ahol 1926-ban kapott oklevelet. Ezzel párhuzamosan elvégezte a Zeneakadémián a zeneszerzés szakot magánúton, illetve Szentpál Olga mozgásművészeti növendéke volt. Gyógyító és tudományos munkásságát a Pesti Izraelita Hitközség Kórházának neurológiai osztályán Richter Hugó vezetése alatt kezdte meg. A különböző mozgászavarok gyógyításával foglalkozott, különös tekintettel az ataxiások járástanítására. Ezután Szondi Lipót Gyógy- és Kórtani Laboratóriumában és a Beszédhibásak Állami Intézetében dolgozott 1937-ig. A pszichoterápiás kiképzését 1932-ben fejezte be a budapesti Magyar Pszichoanalitikai Egyesületben. Kiképző analitikusa Bálint Mihály volt.
Tagja lett 1928-ban az újonnan alakult Mozdulatkultúra Egyesületnek, amelynek választmányi ülésén 1934-ben alelnökké, majd a pedagógiai bizottság elnökévé jelölték. 1934-ben került a Pázmány Péter Tudományegyetem I. számú Gyermekklinikára mint externista és a mozgás,- és beszédzavarban szenvedő és kifejezetten pszichológiai problémákkal küszködő gyermekekkel foglalkozott. 1938-ban Gegesi Kiss Pál professzor „nevelési tanácsadó” rendelést szervezett és őt bízta meg a rendelés vezetésével, amit először klinikai állásban, majd mint az MTA tudományos munkatársa vezetett haláláig. A második világháború alatt Petneházy Antal mérnök-alezredes – aki a háború után harmadik férje lett – bújtatta, mert a törvény értelmében zsidónak számított, bár már 1923-ban kitért a katolikus hitre. Klinikai állása mellett 1945 és 1948 között a Gyógypedagógiai Tanárképző Főiskolán mozgásterápiát tanított és a Testnevelési Főiskola előadója volt. A Magyar Tudományos Akadémia Pszichológiai Bizottságának megalakításakor a Pszichológiai Bizottságon belül különböző albizottságok, így Módszertani Albizottság is működött, amelynek elnökének választották. Később a Pszichológiai Tudományos Társaság Módszertani Szekciójává alakult át a szerveződés, amelynek szintén elnöke lett. Foglalkozott beszéd- és mozgászavarok kórlélektani hátterével, majd gyermekpszichiátriai kutatásokat végzett, egyes tüneteket, kórképeket és a gyermekkori öngyilkossági kísérleteket vizsgálta. A Magyar Pszichológiai Társaság egyik alapító tagja volt, annak vezetőségében különböző tisztségeket töltött be. A Fővárosi Bíróság mellé kijelölt igazságügyi pszichológiai szakértőként is működött, ahol gyakorlati téren főképp a fiatalkorúak büntetőügyeiben segítette a bíróságot. Tagja volt az Országos Gyermek- és Ifjúságvédelmi Tanácsnak. Ötvennégy tanulmánya jelent meg.
Első férje Walleshausen Zsigmond festőművész volt, akitől négy év után elvált. Második házastársa Pátzay Pál szobrász- és éremművész volt, akihez 1924. január 26-án Budapesten ment nőül, azonban 1945-ben elváltak. Harmadik férje Petneházy Antal volt.
A Farkasréti temetőben nyugszik.

## Főbb művei
- Bewegungsuntersuchungen bei Stotterern (tanulmány, Berlin, 1933)
- Madzsar Alice. Nekrológ. (Századunk, 1935)
- Correction of Ataxic Gait (tanulmány, London, 1939)
- Gyermekkori heveny lelkizavar (Magyar Pszichológiai Szemle, 1941, 3–4. szám)
- Pavor nocturnus (tanulmány, Basel, 1941)
- Infantile Angstneurose (tanulmány, Basel, 1942)
- Enuresis nocturna (tanulmány, Basel, 1944)
- Környezeti ártalmak szerepe gyermekkori szívpanaszok előidézésében. Szutrély Gyulával. (Gyermekgyógyászat, 1951, 6. szám)
- Enuresis Nocturna (Gyermekgyógyászat, 1951, 2. évfolyam, 7. szám)
- Three Cases of Attempted Suicide in Children (tanulmány, London, 1953)
- Gyermekkori lopás esete (Gyermekgyógyászat, 1953, 8. szám)
- Laterális dominantia (A balkezesség problémája) (Gyermekgyógyászat, 1954, 5. évfolyam, 6. szám)
- Csoportterápia a nevelési tanácsadásban (Gyermekgyógyászat, 1956, 7. évfolyam, 10. szám)
- Nevelési tanácsadó esetek (Gyermekgyógyászat, 1956, 7., évfolyam, 4. szám)
- Joint Interview Technique and Experimentin Group Therapy (tanulmány, London, 1957)
- A nevelési tanácsadó technikai problémái (Pszichológiai Tanulmányok 1., 1958)
- Fiatalkorú anyagyilkos esete. Majláth Györggyel. – A Rorschach-teszt grafikus ábrázolási módszere (Pszichológiai Tanulmányok 2., 1959)
- Streptomycinnel kezelt gyermekkori meningitis tuberculosa psychologiai vonatkozásai. Erdős Zoltánnal. (Gyermekgyógyászat, 1959, 10. évfolyam, 7. szám)
- A római pszichológiai intézmények (Magyar Pszichológiai Szemle 17., 1960, 2. szám)
- A gyermekkori meningitis tuberculosát követő személyiség változásokról. Erdős Zoltánnal. (Gyermekgyógyászat, 1961, 12. évfolyam, 12. szám)
- Pubertáskori érzelmi katasztrófa (Pszichológiai Tanulmányok 3., 1961)
- Kis csoportok dinamikus struktúrája (Pszichológiai Tanulmányok 4., 1962)
- Beszámoló a Wieni Pszichoterápiai Nemzetközi Kongresszusról (1961) (Magyar Pszichológiai Szemle 19., 1962, 2. szám)
- Általános magatartási rendellenességek gyermekkorban. Gegesi Kiss Pállal. (Magyar Pszichológiai Szemle 20., 1963, 1. szám)
- A nemiség egészséges fejlődése erőszakos megzavarásának hatása a gyermek- és ifjúkori személyiségzavarok kialakulásában. Gegesi Kiss Pállal. (Magyar Pszichológiai Szemle 20., 1963, 4. szám)
- Fiatalkorú öngyilkosok. Németh Nórával, Hódosi Rezsővel és Majláth Györggyel. (Pszichológiai Tanulmányok 5., 1963)
- Über den Einfluss der Ermittlungs-, Untersuchungs- und gerichtlichen Verfahren auf die Persönlichtkeit der kindlichen und jugendlichen Verbrecher. Gegesi Kiss Pállal. (Acta Paediatrica 4., 1963)
- A nyomozási, vizsgálati és bírósági eljárások hatása bűncselekményt elkövetett gyermekek és fiatalkorúak személyiségére. Gegesi Kiss Pállal. (Pszichológiai Tanulmányok 6., 1964)
- Az iskolai ártalmak jelentősége a gyermek- és ifjúkori személyiségzavarokban. Gegesi Kiss Pállal. (Magyar Pszichológiai Szemle 21., 1964, 1. szám)
- A nevelési tanácsadás problémái hazánkban (Magyar Pszichológiai Szemle 21, 1964, 4. szám)
- Case History of a Borderline Personality (tanulmány, London, 1964)
- Személyiségzavarok a gyermekkorban (Gegesi Kiss Pállal, Budapest, 1965)
- Colitis ulcerosa a gyermekkorban. Schöngut Lászlóval, Kassai Stefániával és Malik Terézzel. (Gyermekgyógyászat, 1966, 17. évfolyam, 11. szám)
- Egy peremkerületi iskola problematikus gyermekanyaga. Mirtse Mártával. (Pszichológiai Tanulmányok 9., 1966)